# Falsoceraegidion walkeri
Falsoceraegidion walkeri är en skalbaggsart som först beskrevs av Charles Joseph Gahan 1893.  Falsoceraegidion walkeri ingår i släktet Falsoceraegidion och familjen långhorningar. Inga underarter finns listade i Catalogue of Life.